# Funkcja trójkątna

Funkcja trójkątna

Funkcja trójkątna jest zdefiniowana jako:
{\displaystyle {\begin{aligned}\operatorname {tri} (t)=\land (t)\quad &{\overset {\underset {\mathrm {def} }{}}{=}}\ \max(1-|t|,0)\\&={\begin{cases}1-|t|,&|t|<1\\0,&{\mbox{dla innych }}t\end{cases}}\end{aligned}}}
lub, co jest równoważne, jako splot dwóch identycznych jednostkowych funkcji prostokątnych:
{\displaystyle {\begin{aligned}\operatorname {tri} (t)=\operatorname {rect} (t)*\operatorname {rect} (t)\quad &{\overset {\underset {\mathrm {def} }{}}{=}}\int _{-\infty }^{\infty }\mathrm {rect} (\tau )\cdot \mathrm {rect} (t-\tau )\ d\tau \\&=\int _{-\infty }^{\infty }\mathrm {rect} (\tau )\cdot \mathrm {rect} (\tau -t)\ d\tau .\end{aligned}}}

Splot dwóch funkcji prostokątnych. Kolorem żółtym oznaczono pole będące wartością funkcji splotu w chwili t.

Funkcja ta ma zastosowanie w przetwarzaniu sygnałów. Jest przykładem idealnego sygnału, którego cechy można odnaleźć w sygnałach rzeczywistych. Jednym z jej zastosowań jest Okno Trójkątne lub Okno Bartletta.

## Skalowanie
Dla dowolnego parametru {\displaystyle a\neq 0} zachodzi:
{\displaystyle {\begin{aligned}\operatorname {tri} (t/a)&=\int _{-\infty }^{\infty }\mathrm {rect} (\tau )\cdot \mathrm {rect} (\tau -t/a)\ d\tau \\&={\begin{cases}1-|t/a|,&|t|<|a|\\0,&{\mbox{dla innych }}t.\end{cases}}\end{aligned}}}

## Transformacja Fouriera
Transformatę Fouriera funkcji trójkątnej można łatwo uzyskać, korzystając z twierdzenia o splocie i transformaty funkcji prostokątnej:
{\displaystyle {\begin{aligned}{\mathcal {F}}\{\operatorname {tri} (t)\}&={\mathcal {F}}\{\operatorname {rect} (t)*\operatorname {rect} (t)\}\\&={\mathcal {F}}\{\operatorname {rect} (t)\}\cdot {\mathcal {F}}\{\operatorname {rect} (t)\}\\&={\mathcal {F}}\{\operatorname {rect} (t)\}^{2}\\&=\mathrm {sinc} ^{2}(f).\end{aligned}}}